# قائمة أغنى الجوائز الأدبية في العالم

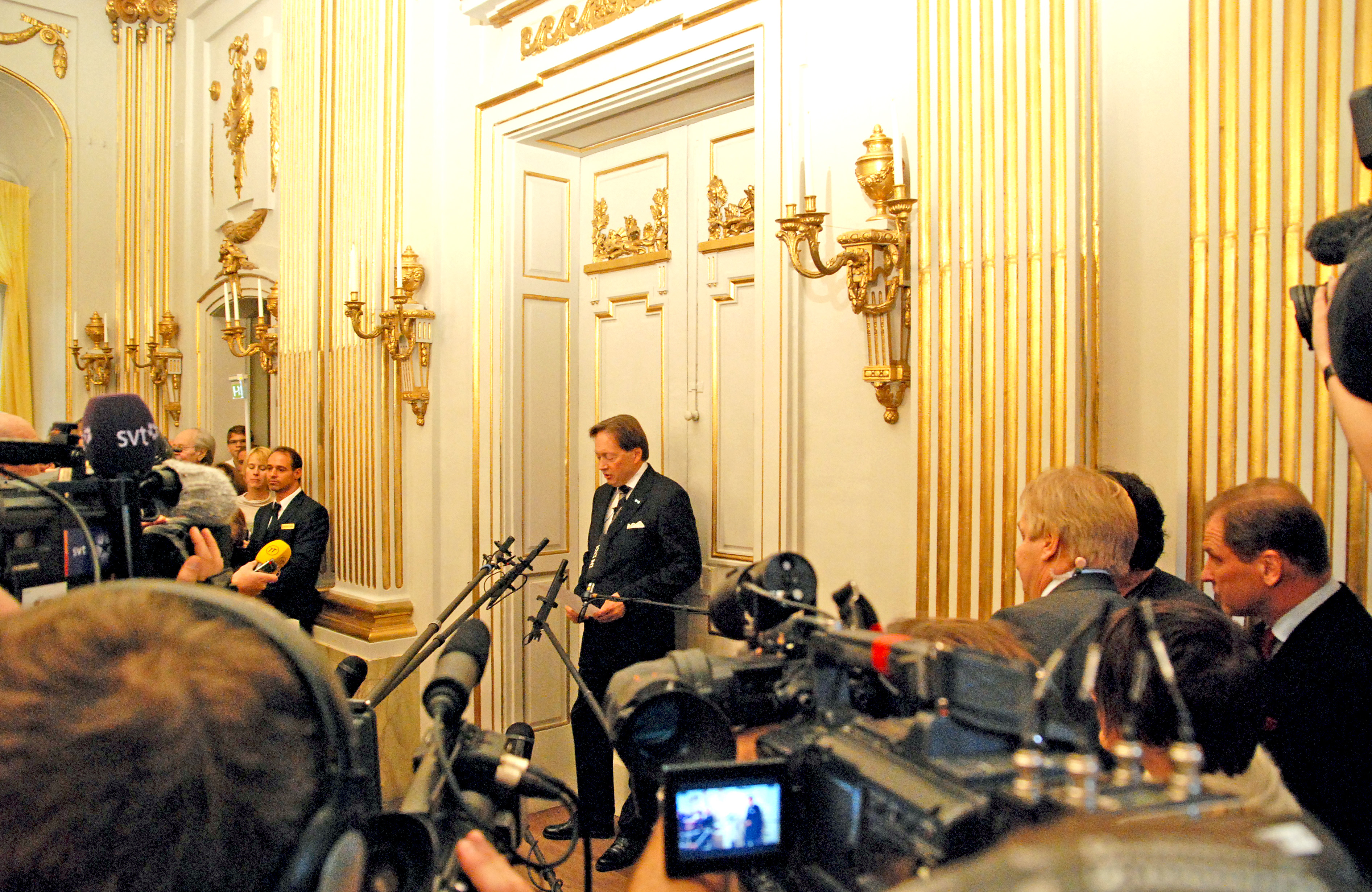
إعلان الحائز على جائزة نوبل في الأدب إحدى أغنى الجوائز الأدبية في العالم في الأكاديمية السويدية في ستوكهولم (2008)

تتضمن العديد من الجوائز الأدبية تعويضات نقدية كبيرة. هذه قائمة بالجوائز الأدبية الحالية من جميع أنحاء العالم التي لا تقل قيمتها عن 100،000 دولار أو ما يعادلها. على الرغم من نطاقها العالمي وما يزيد عن 35 جائزة فإن غالبية المكافآت تمنح بأربع عملات فقط: الدرهم الإماراتي والكرونا السويدية واليورو والدولار الأمريكي.

## معايير الجائزة
- الجائزة نشطة وتركز بشكل أساسي على الكتابة (الروايات ، الشعر ، الواقعية ، إلخ ..)

- الجائزة مخصصة لأي نوع من أنواع الكتابة (خيال ، صحافة ، إلخ) أو نوع الجائزة (كتاب أو مؤلف).

- المكافأة المدرجة هي لفائز واحد أو فائزين مشاركين. لا تجمع القائمة القيمة الإجمالية للمركز الثاني والجوائز الأخرى ضمن نفس الجائزة. على سبيل المثال ، تم إدراج الجوائز الأدبية لرئيس الوزراء على أنها 100000 دولار أسترالي على الرغم من أنها تتكون من أربع جوائز يبلغ مجموعها 400000 دولار أسترالي.

## الجوائز
| قيمة الجائزة بما يعادل دولار أمريكي (يناير 2020) | قيمة الجائزة بعملة الدولة المانحة | اسم الجائزة                                                                 | النوع | البلد المانح      | اللعة الأصلية | ملاحظات | مراجع                |
| ------------------------------------------------ | --------------------------------- | --------------------------------------------------------------------------- | ----- | ----------------- | ------------- | --- | -------------------- |
| 1,361,210                                        | 5 مليون درهم إماراتي              | شاعر المليون                                                                | -     | الإمارات          | العربية       | الجائزة لقصيدة واحدة. إجمالي الجوائز للمراكز من الثاني إلى الخامس هي 2،723،000 دولار. - الجائزة شبيه بجائزة أمير الشعراء | [ 1 ]                |
| 1,160,000                                        | 1 مليون يورو                      | جائزة بلانيتا                                                               | كتاب  | إسبانيا           | الإسبانية     | | [ 2 ]                |
| 1,043,751                                        | 9 مليون كورونة سويدية             | جائزة نوبل في الأدب                                                         | مؤلف  | السويد            | جميع اللغات   | هناك خمس جوائز نوبل كل منها 9 مليون كرونة.                                                                               | [ 3 ]                |
| 524,527                                          | 5 مليون كورونة سويدية             | جائزة أستريد ليندغرين التذكارية [الإنجليزية]                                | مؤلف  | السويد            | جميع اللغات   | | [ 4 ]                |
| 300,000                                          | 300 ألف دولار                     | جائزة دوروثي وليليان جيش [الإنجليزية]                                       | مؤلف  | الولايات المتحدة  | الإنجليزية    | مفتوحة لكل الفنون وليس الكتاب فقط.                                                                                       | [ 5 ]                |
| 277,898                                          | 2 مليون ونصف كورونة نرويجية       | جائزة إبسن الدولية [الإنجليزية]                                             | مؤلف  | النرويج           | جميع اللغات   | أي عمل في الدراما والمسرح مؤهل، وليس الكتاب فقط.                                                                         | [ 6 ]                |
| 272,242                                          | 1 مليون درهم إماراتي              | أمير الشعراء                                                                | -     | الإمارات          | العربية       | جائزة قصيدة واحدة. - جائزة مماثلة لشاعر المليون                                                                          | [ 7 ]                |
| 260,000                                          | 260 ألف دولار أمريكي              | جائزة كتارا للرواية العربية                                                 | كتاب  | قطر               | العربية       | تمنح الجائزة إلى إلى 4 فائزين بقيمة 60.000 دولار و 5 من 30.000 دولار. إجمالي مجموع الجوائز هو 650،000 دولار              | [ 8 ]                |
| 250,000                                          | 250 ألف دولار أمريكي              | جائزة كارلوس فوينتس العالمية للإبداع الأدبي في اللغة الإسبانية [الإنجليزية] | مؤلف  | المكسيك           | الإسبانية     | | [ 9 ]                |
| 221,097                                          | 200 ألف يورو                      | جائزة سينو ديل دوكا العالمية [الإنجليزية]                                   | مؤلف  | فرنسا             | جميع اللغات   | |                      |
| 211,743                                          | 777,777 درهم إماراتي              | جائزة الشيخ زايد للكتاب                                                     | كتاب  | الإمارات          | العربية       | 9 جوائز بإجمالي 7 ملايين درهم                                                                                            | [ 10 ]               |
| 200,000                                          | 200 ألف دولار أمريكي              | جائزة الملك عبد الله بن عبد العزيز العالمية للترجمة                         | مؤلف  | السعودية          | العربية       | 5 جوائز كل منها 200.000 (إجمالي 1 مليون)                                                                                 | [ 11 ]               |
| 175,000                                          | 175 ألف دولار أمريكي              | جائزة الفاجوارا                                                             | كتاب  | إسبانيا           | الإسبانية     | | [ 12 ]               |
| 165,822                                          | 150 ألف يورو                      | جائزة بلانيتا                                                               | كتاب  | إسبانيا           | الإسبانية     | | [ 13 ]               |
| 165,000                                          | 165 ألف دولار أمريكي              | جوائز ويندهام كامبل للأدب [الإنجليزية]                                      | مؤلف  | الولايات المتحدة  | الإنجليزية    | تتألف من سبع إلى تسع جوائز بقيمة 165000 دولار لكل منها.                                                                  | [ 14 ] [ 15 ]        |
| 150,000                                          | 150 ألف دولار أمريكي              | جوائز لانان الأدبية [الإنجليزية]                                            | مؤلف  | الولايات المتحدة  | الإنجليزية    | تتألف من ثلاث جوائز بقيمة 150.000 دولار لكل منها. تم التحقق من مبلغ الجائزة مؤخرًا لعام 2007.                             | [ 16 ]               |
| 150,000                                          | 150 ألف دولار أمريكي              | جائزة فل الأدبية في اللغات الرومانسية                                       | مؤلف  | المكسيك           | الإسبانية     | | [ 17 ]               |
| 147,927                                          | 1 مليون كورونة دنماركية           | جائزة سونينغ [الإنجليزية]                                                   | مؤلف  | الدنمارك          | جميع اللغات   | مفتوح لجميع الفنون وليس الكتاب فقط.                                                                                      | [ 18 ]               |
| 138,180                                          | 125 ألف يورو                      | جائزة ثيربانتس                                                              | مؤلف  | إسبانيا           | الإسبانية     | | [ 19 ]               |
| 138,180                                          | 125 ألف يورو                      | جائزة RBA للكتابة الجنائية [الإنجليزية]                                     | كتاب  | إسبانيا           | جميع اللغات   | | [ 20 ]               |
| 132,653                                          | 120 ألف يورو                      | جائزة فرناندو لارا للرواية                                                  | كتاب  | إسبانيا           | الإسبانية     | | [ 21 ]               |
| 110,544                                          | 100 ألف يورو                      | جائزة رومولو غاييغوس                                                        | كتاب  | فنزويلا           | الإسبانية     | | [ 22 ]               |
| 110,544                                          | 100 ألف يورو                      | جائزة رواية الربيع                                                          | كتاب  | إسبانيا           | الإسبانية     | | [ 23 ]               |
| 110,544                                          | 100 ألف يورو                      | جائزة دبلن الدولية للأدب [الإنجليزية]                                       | كتاب  | إيرلندا           | الإنجليزية    | | [ 24 ]               |
| 110,544                                          | 100 ألف يورو                      | جائزة ألفونسو العاشر إيل سابيو للرواية التاريخية                            | كتاب  | إسبانيا           | الإسبانية     | | [ 25 ]               |
| 110,544                                          | 100 ألف يورو                      | جائزة كامويس [الإنجليزية]                                                   | مؤلف  | البرتغال البرازيل | البرتغالية    | | [ 26 ]               |
| 110,544                                          | 100 ألف يورو                      | جائزة ليا [الإنجليزية]                                                      | كتاب  | البرتغال          | البرتغالية    | | [ 27 ] [ 28 ] [ 29 ] |
| 100,000                                          | 100 ألف دولار أمريكي              | جائزة توماس سيغوفيا للترجمة الأدبية [الإنجليزية]                            | مؤلف  | المكسيك           | الإسبانية     | جائزة المترجم | [ 30 ]               |
| 100,000                                          | 100 ألف دولار أمريكي              | جائزة الشيخ حمد للترجمة والتفاهم الدولي                                     | كتاب  | قطر               | العربية       | جائزة الترجمة. إجمالي قيمة الجائزة 2 مليون دولار.                                                                        | [ 31 ]               |
| 100,000                                          | 100 ألف دولار أمريكي              | جائزة نيجيريا للأدب [الإنجليزية]                                            | كتاب  | نيجيريا           | الإنجليزية    | | [ 32 ] [ 33 ]        |
| 100,000                                          | 100 ألف دولار أمريكي              | جائزة بريتزكر الأدب [الإنجليزية]                                            | مؤلف  | الولايات المتحدة  | الإنجليزية    | | [ 34 ]               |
| 100,000                                          | 100 ألف دولار أمريكي              | جائزة روث ليلي للشعر [الإنجليزية]                                           | مؤلف  | الولايات المتحدة  | الإنجليزية    | | [ 35 ] [ 36 ]        |
| 100,000                                          | 100 ألف دولار أمريكي              | جائزة والاس ستيفنز [الإنجليزية]                                             | مؤلف  | الولايات المتحدة  | الإنجليزية    | | [ 37 ]               |
| 100,000                                          | 100 ألف دولار أمريكي              | جائزة سامي رور للأدب اليهودي [الإنجليزية]                                   | كتاب  | الولايات المتحدة  | الإنجليزية    | | [ 38 ]               |
| 100,000                                          | 100 ألف دولار أمريكي              | جوائز كينجسلي وكيت تافتس الشعرية [الإنجليزية]                               | مؤلف  | الولايات المتحدة  | الإنجليزية    | | [ 39 ]               |
| 100,000                                          | 100 ألف دولار أمريكي              | جائزة سلطان بن علي العويس                                                   | مؤلف  | الإمارات          | العربية       | تتألف من خمس جوائز قيمة كل منها 100,000 دولار.                                                                           | [ 40 ]               |
| 100,000                                          | 100 ألف دولار أمريكي              | جائزة بارك كيونغ-ني                                                         | مؤلف  | كوريا الجنوبية    | جميع اللغات   | | [ 41 ]               |